# Saint-Servais, Côtes-d'Armor

Saint-Servais este o comună în departamentul  Côtes-d'Armor, Franța. În 1 ianuarie 2022 avea o populație de 427 de locuitori.